# Grand Theft Auto: Liberty City Stories
Grand Theft Auto: Liberty City Stories (prescurtat GTA: Liberty City Stories sau GTA: LCS) este un joc video de acțiune-aventură dezvoltat de Rockstar North și Rockstar Leeds și publicat de Rockstar Games. Este al patrulea joc 3D din seria Grand Theft Auto și al nouălea din serie per total, precum și primul lansat exclusiv pentru PlayStation Portable, pe data de 25 octombrie 2005, deși a fost lansat mai târziu și pentru PlayStation 2 în 2006, precum și pentru Android și iOS în decembrie 2015. Jocul este, de asemenea, al cincilea din era 3 a seriei, fiind precedat de Grand Theft Auto Advance și succedat de Grand Theft Auto: Vice City Stories, acesta din urmă fiind de asemenea exclusiv pentru PSP înainte de a fi lansat și pentru PS2.
Jocul este un prequel pentru Grand Theft Auto III, astfel că acțiunea se desfășoară în Liberty City, același oraș fictiv din GTA III inspirat de New York, dar cu trei ani înainte, în 1998. Protagonistul de această dată este Toni Cipriani, un membru respectat al Familiei Leone, care a apărut inițial în GTA III ca un personaj care îi dădea misiuni lui Claude. Povestea jocului surprinde întoarcerea lui Toni în Liberty City după o lungă absență și creșterea sa în rang în cadrul Familiei Mafiote Leone, lucrând să-i câștige încrederea și respectul șefului său, Salvatore Leone. De asemenea, conturează fundalul pentru câteva dintre personajele, bandele și locațiile din GTA III. 
Jocul folosește un motor grafic asemănător cu cel din Grand Theft Auto: San Andreas, deși gameplay-ul este similar cu primele jocuri 3D ale seriei, având mult mai puține elemente de costumizare a personajului și lipsind capacitatea de a zbura avioane și elicoptere sau de a înota.

## Gameplay
Grand Theft Auto: Liberty City Stories este un joc de acțiune și aventură, plasat într-un open-world și jucat dintr-o perspectivă third person. Acțiunea se petrece în orașul fictiv Liberty City, același oraș în care are loc și Grand Theft Auto III, fiind împărțit în trei insule principale: Portland, Staunton Island, și Shoreside Vale, care se deschid pe măsură ce povestea progresează. Deși orașul este foarte asemănător cu versiunea sa din GTA III, încorporează și câteva elemente găsite în succesorii acestuia, precum mai multe locații interioare, mai multe opțiuni de costumizare a personajului și motociclete. În plus, în conformitate cu jocurile recente Grand Theft Auto, jucătorul are mai multă flexibilitate în ceea ce privește deplasarea camerei în jurul pentru vizualizarea împrejurimilor (Grand Theft Auto III este considerabil limitat în acest sens). Lucrurile care sunt omise din joc sunt capacitatea de a zbura cu elicopterul sau avionul și de a înota - contactul cu corpurile adânci de apă îl omoară instant pe jucător. Open-world-ul jocului, deoarece este bazat pe un singur oraș, Liberty City, este considerabil mai mic decât cel din San Andreas.
Spre deosebire de GTA III, motocicletele sunt utilizabile în joc. Deși vehiculele aeriene precum avioanele și elicopterele pot fi folosite în Vice City și San Andreas, ele nu există în Liberty City Stories. Totuși, elicopterele sunt accesibile numai prin anumite exploatații.
Versiunea PSP a jocului are un mod multiplayer, care permite a până la șase jucători să joace împreună prin intermediul Wi-Fi, fără fir (doar dacă se află în aceeași zonă). Modul multiplayer a Liberty City Stories conține șapte moduri de joc multiplayer, în care diferite personaje și pietoni din modul singleplayer sunt folosite drept avatare pentru un singur jucător. Modul multiplayer a fost eliminat în versiunile pentru PS2 și mobil.

## Povestea
În 1998, Antonio "Toni" Cipriani, un membru loial al Familiei Mafiote Leone din Libery City, se întoarce acasă după o absență de patru ani, fiind nevoit să trăiască în străinătate după ce a omorât un "om făcut" dintr-o familie rivală la ordinele șefului său, Salvaore Leone. La sosire, Toni este întâmpinat de Salvatore, care îl pune apoi să lucreze pentru un alt membru al familiei, Vinenzo "Lucky" Cilli, ce a crescut în rang în timpul absenței sale. Toni încetează curând să lucreze pentru Vincenzo, după ce acesta încearcă să-l facă să fie arestat în timpul unei misiuni, și începe în schimb să colaboreze cu JD O'Toole, un membru al Familiei Sindacco care vrea să se alăture Famliei Leone, pentru a sabota operațiuniile Familiei Sindacco în Portland. În același timp, Toni își vizitează mama, numai pentru a descoperi că aceasta este nemulțumită de statutul său în cadrul Familiei Leone, și în cel din urmă este nevoit să stea departe de ea după ce aceasta trimite asasini după el.
În cele din urmă, Toni și JD reușesc să elimine Familia Sindacco din Portland, iar Salvatore decide să-l facă pe acesta din urmă un "om făcut"  în cadrul Familiei Leone. Totuși, acest lucru se dovedește a fi o înșelătorie pentru ca JD să fie dus într-o zonă mai retrasă, unde este ucis de un alt membru al Familiei Leone la ordinele lui Salvatore, întrucât nu era de încredere. La scurt timp după toate acestea, Toni este sunat de Vincenzo, care își cere scuze pentru acțiunile sale anterioare și îi cere să-l întâlnească singur pentru a-și rezolva conflictul. Acest lucru se dovedește a fi o altă capcană, întrucât Vincenzo încearcă să preia statutul lui Toni în cadrul Familiei Leone, dar acesta supraviețuiește și îl omoară pe Vincenzo. Cu Vincenzo mort, Salvatore începe să-l trateze mai respectuos pe Toni și îi dă personal de lucru, printre care și să aibă grijă de soția sa trofeu, Maria.
Toni descoperă curând dovezi că Massimo Torini, sub-șeful Mafiei Siciliene, a convins bande minore precum Diablos și Triadele să preia teritoriile Familiei Leone în Portland în timp ce aceștia sunt ocupați cu războiul cu Familiile Sindacco și Forelli. După ce Toni îl escortează pe Salvatore într-o zonă mai retrasă a orașului pe Insula Staunton când apar probleme noi, el îi câștigă respectul acestuia și devine un "om făcut"  în cadrul Familiei Leone, spre bucuria mamei sale, care îi alungă pe asasinii trimiși anterior după el. Mai târziu, Toni începe să lucreze pentru Leon McAffrey, un detectiv LCPD corupt și asociat al Familiei Leone, și este păcălit să realizeze mai multe misiuni pentru Ned Burner, un reporter care pozează drept preot. Totodată, Toni este pus de Salvatore să-l asasineze pe primarul orașului, care era controlat de Familia Forelli, și să-l ajute pe mogul media Donald Love să-l înlocuiască. Totuși, în ciuda eforturilor lui Toni, Love ajunge la faliment după ce pierde în fața rivalului său Miles O'Donovan, care îl arestează apoi pe Salvatore pentru mai multe acuzații. 
Cu toate acestea, Toni îi rămâne loial și continuă să accepte misiuni de la el din închisoare, în cele din urmă omorându-l pe Paulie Sindacco, liderul Familiei Sindacco, care a fost principalul motiv pentru arestarea lui Salvatore; acest lucru elimină definitiv Familia Sindacco. Totodată, Toni o ajută pe Toshiko Kasen, soția neglijată a lui Kazuki Kasen, liderul Yakuza, să saboteze câteva operațiuni ale Yakuzei pentru a-l umili pe Kazuki, în cele din urmă omorându-l pe acesta când amenință să-i ucidă pe amândoi, numai pentru ca Toshiko să se sinucidă apoi. Mai târziu, Toni îl ajută pe Love să-și recapte bogăția prin a fura planurile de dezvoltare a cartierului Fort Staunton de la vechiul mentor al lui Love, Avery Carrington, pe care îl ucide, laolaltă cu Ned Burner, care l-a fotografiat când l-a omorât pe Carringon. Ulterior, Toni distruge Fort Staunton, ceea ce îi permite lui Love să primească fonduri de la oraș pentru a redezvolta zona în viitor, și totodată slăbește semnificativ Familia Forelli.
Cu Familia Leone acum cea mai puternică și singura Familie Mafia din Liberty City, Salvatore se află în vizorul rivalilor săi, dar Toni îl protejează înainte de procesul său. După ce este eliberat pe cauțiune, Salvatore ajunge la concluzia că Massimo Torini a organizat războiul dintre familii și a falsificat alegerile, iar acum va încerca să-l răpească pe primarul O'Donovan pentru a-l preveni din a renunța la acuzațiile asupra lui Salvatore. Cu ajutorul Toni, Salvatore îl omoară pe Torini și îl salvează pe O'Donovan, pe care îl convinge ulterior că îi este dator și trebuie să asigure protecție Familiei Leone. Mai târziu, Salvatore dezvăluie că Torini lucra pentru unchiul lui, care a încercat să limiteze controlul nepotului său asupra orașului pentru că nu i-a plătit tribut. Cu unchiul său recunoscându-se învins și întorcându-se definitiv în Sicilia, Salvatore și Toni își asumă controlul asupra orașului.

### Apariții ale personajelor din alte jocuri
Fiind un prequel pentru GTA III și un sequel pentru GTA: Vice City și GTA: San Andreas, jocul include apariții ale mai multor personaje din jocurile respective, pornind de la însuși protagonistul jocului, Toni Cipriani, care a apărut inițial ca un personaj ce îi dădea misiuni lui Claude în GTA III. Toni este un membru al Familiei Mafiote Leone, care a mai apărut anterior și în GTA III și San Andreas: liderul familiei, Salvatore Leone, și soția sa, Maria, au jucat un rol major, respectiv destul de minor în cele două jocuri, dar se întorc cu un rol important în Liberty City Stories. Miguel, unul dintre liderii Cartelului Columbian în GTA III, face o apariție episodică în joc, în timp ce Ray Machowski, un ofițer LCPD corupt care a apărut anterior ca un personaj major în GTA III, joacă, de asemenea, un rol minor aici. În schimb, partenerul acestuia, Leon McAffrey, care a jucat un rol nesemnificativ și a fost omorât în cadrul unei misiuni din GTA III, joacă un rol mai important aici, dându-i câteva misiuni jucătorului. Un rol major în joc îl are și mogul media și omul de afaceri corupt Donald Love, care a mai apărut anterior ca un personaj important în GTA III și a făcut o apariție episodică în Vice City. 8-Ball, un expert în explozive cu un rol major în GTA III și GTA Advance, face la rândul său o apariție episodică în joc. 
Printre personajele din GTA Vice City prezente în joc se numără Avery Carrington, un dezvoltator imobiliar corupt și vechiul mentor al lui Donald Love, și Phil Cassidy, proprietarul unui magazin de arme (care a apărut inițial ca un personaj minor în GTA III). 
Pe lângă Familia Leone, majoritate bandelor din GTA III se întorc, de asemenea, în joc, unele cu roluri mai importante, precum Yakuza și Cartelul Columbian, altele cu roluri relativ minore, precum Diablos, Southside Hoods, Triadele și Yardies. De asemenea, alte două Familii Mafiote, Forelli și Sindacco, care au apărut anterior în GTA San Andreas, joacă un rol mult mai important aici, concurând cu Familia Leone pentru controlul asupra orașului; Familia Forelli a fost introdusă inițial ca o bandă minoră în GTA III, și a mai avut o apariție semnificativă în Vice City. Bandele noi introduse în joc includ Mafia Siciliană, Motocicliștii și Avenging Angels.

## Dezvoltare
După cum a fost precizat într-o previzualizare IGN, "Rockstar a renunțat la Renderware în favoarea unui nou motor in-house pentru a utiliza cel mai bine rezoluția, densitatea texturii și efectele particulelor PSP". Până la lansarea lui Liberty City Stories, RenderWare a fost motorul jocului în spatele fiecărui joc 3D din era Grand Theft Auto III. Liberty City Stories folosește Metrici de imagine pentru animațiile faciale ale jocului.
În aprilie 2013, jocul a fost lansat pe PlayStation 3 prin PlayStation Network folosind compatibilitatea înapoi cu PlayStation 2.
Un port îmbunătățit al jocului, cu comenzi cu ecran tactil, iluminare în timp real, texturi de înaltă definiție și distanțe de tragere, a fost lansat în decembrie 2015 pentru iOS, februarie 2016 pentru Android și martie 2016 pentru Fire OS.

## Muzica din joc
Liberty City Stories oferă zece posturi de radio, care cuprind o combinație de muzică licențiată și piese create special pentru joc, și talk-showuri la radio. O caracteristică pentru versiunea PSP a jocului este abilitatea de a asculta coloane sonore personalizate.
Pentru a implementa funcția de sunet personalizat, Rockstar a plasat aplicația numită "Rockstar Custom Tracks v1.0" pe site-ul oficial în secțiunea "Descărcări". Acest lucru a dat jucătorilor șansa de a utiliza o coloană sonoră perzonalizată. Aplicația se bazează pe Exact Audio Copy.

## Recepție
Grand Theft Auto: Liberty City Stories a primit recenzii în "general favorabile" de la critici, conform analizatorului Metacritic.

### Vânzări
În Statele Unite, versiunea de PlayStation 2 a Liberty City Stories a vândut 1 milion de copii până în februarie 2007. Numai în Statele Unite, versiunea PSP a Liberty City Stories a vândut 980.000 de exemplare și a câștigat 48 de milioane de dolari până în august 2006. În perioada ianuarie 2000 - august 2006, a fost cel de-al 16-lea cel mai vândut joc lansat pentru Game Boy Advance, Nintendo DS sau PlayStation Portable în țara respectivă. Începând cu 26 martie 2008, Liberty City Stories a vândut 8 milioane de exemplare în funcție de Take-Two Interactive. Versiunea PSP a Liberty City Stories a primit un premiu de vânzări "Double Platinum" de la Asociația Editorilor de Software pentru Divertisment și Leisure Software (ELSPA), care indică vânzări de cel puțin 600.000 de exemplare în Regatul Unit. ELSPA a dat versiunii de PlayStation 2 a jocului o certificare "Platinum", pentru vânzări de cel puțin 300.000 de copii în regiune.

### Versiunea de PS2
Versiunea de PS2 a Liberty City Stories a fost criticată pentru lipsa de improvizări, același cod portabil și înlăturarea anumitor aspecte din versiunea de PSP.
1. ↑  redump.org
2. ↑  Google Play